# فابیو والنته
فابیو والنته (انگلیسی: Fabio Valente؛ زادهٔ ۲۶ مارس ۱۹۶۴) بازیکن فوتبال اهل ایتالیا است.
از باشگاه‌هایی که در آن بازی کرده‌است می‌توان به باشگاه فوتبال آ.ث. میلان اشاره کرد.